# Lepi Mića
Lepi Mića, cuyo nombre de nacimiento es Miroslav Pržulj (en serbio cirílico: Лепи Мића; Sarajevo, Bosnia y Herzegovina; 1 de enero de 1959) es un cantante serbobosnio de Turbo-folk. Es conocido principalmente por sus canciones patrióticas que tratan sobre la guerra de Bosnia y Herzegovina. En sus obras glorifica el nacionalismo serbio y enfatiza el carácter distintivo de la República Srpska.

## Biografía
Nació el 1 de enero de 1959 en la capital de Bosnia y Herzegovina. Se graduó de música en la escuela secundaria, después trabajo como camarero en Sarajevo. Sus inicios en la música datan de 1989 en Sarajevo con su álbum Рулет среће (Ruleta de la suerte), durante su carrera grabó solo nueve discos en el género de Turbo-folk. Participó en la Guerra de Bosnia como parte del Ejército de la República Srpska. Más adelante se trasladaría a Belgrado, donde actualmente reside con su esposa y sus dos hijas.
Lepi Mića volvió a ser ampliamente conocido por el público serbio gracias a su participación en el reality show "Farma" de RTV Pink; participó en la 5ª temporada (2013) y en la 7ª temporada (2015). En el programa se hizo famoso por una serie de conflictos con los demás participantes con incitaciones al odio. En sus canciones a menudo criticaba a los gobiernos bosnios-croatas, a veces de forma directa y otras de forma encubierta.

## Discografía
| Nombre                      | Traducción                     | Año  |
| --------------------------- | ------------------------------ | ---- |
| Рулет среће                 | Ruleta de la suerte            | 1989 |
| Сад кад се растајемо        | Ahora nosotros partimos        | 1990 |
| Крвава свадба               | Boda Sangrienta                | 1992 |
| Православци                 | Ortodoxo                       | 1993 |
| Где цветају божури          | Cuando las peonías crecen      | 1994 |
| Жено плаве косе             | Hey, mujer rubia               | 1996 |
| Свака ме зима на тебе сјећа | Cada invierno me recuerda a ti | 1998 |
| Србима за сва времена       | Para Serbia, siempre           | 2001 |
| Ој Србијо, мајка моја       | Oh Serbia, mi madre            | 2008 |
| Процват                     | Florecer                       | 2017 |